# Шаблі (виноробна зона)

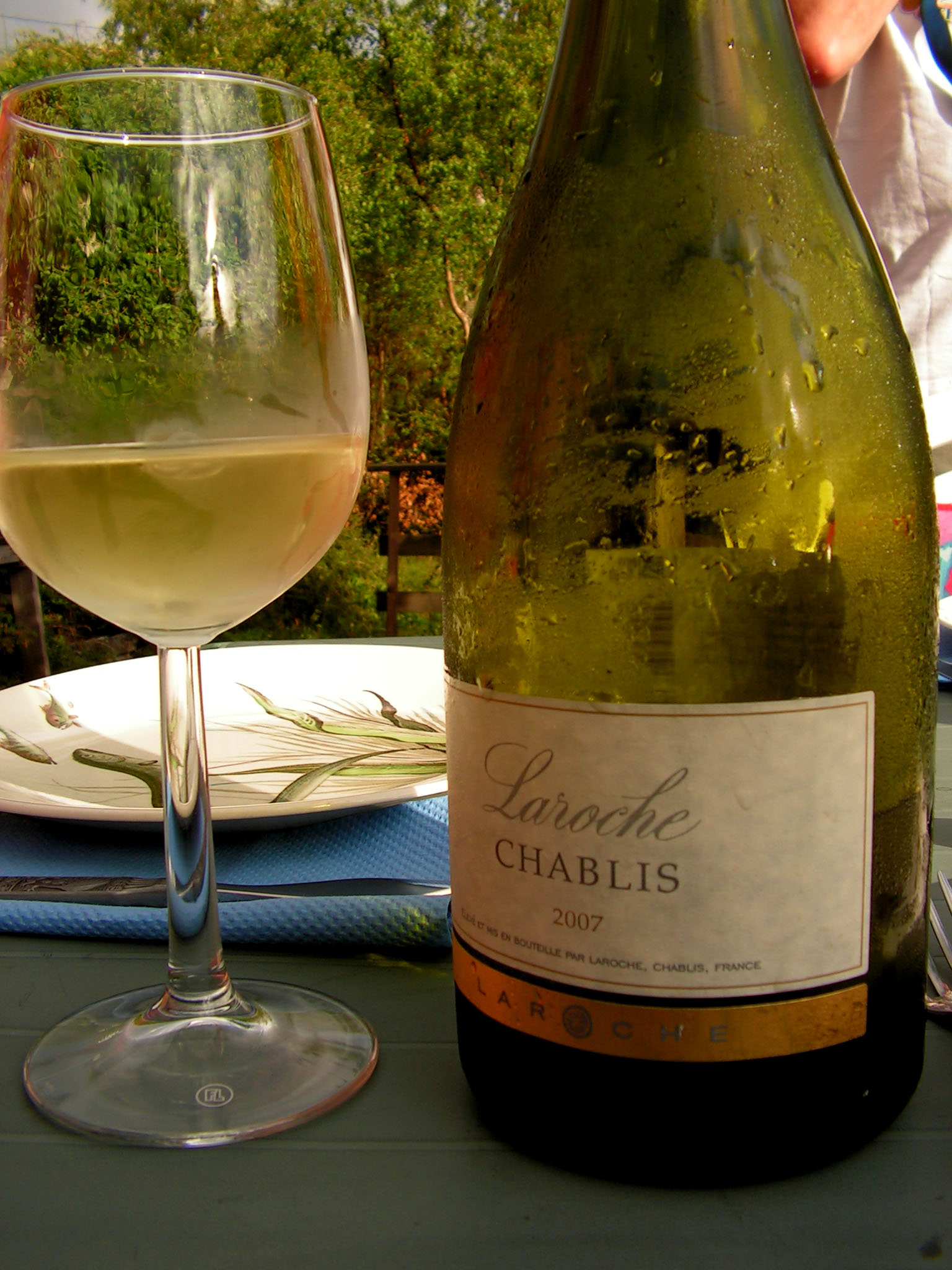
Вино Шаблі

Шаблі (фр. Chablis) — виноробна зона на півночі виноробного регіону Бургундія, де виробляється вино з такою ж назвою.

## Історія

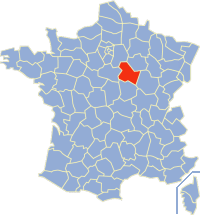
Департамент Йонна, де розташована виноробна зона Шаблі

Вважається що перші лози винограду у Шаблі з'явились за часів Давнього Риму. У середні віки виноробством тут займались монахи-цистерціанці. Вони у XII сторіччі висадили у регіоні перші лози Шардоне, звідсіля цей сорт розповсюдився по Бургундії.. Завдяки вдалому розташуванню — у цій області знаходиться притока річки Сена — Йонна вино почали транспортувати та продавати у Парижі та інших регіонах Франції, а згодом почався експорт до інших країн Європи. Так з XVII сторіччя почався експорт великих об'ємів вина до Англії. Під час Французької революції монастирські виноградники націоналізували, потім їх виставляли на аукціон. Новими власниками стали здебільшого місцеві фермери. У 1886-87 році виноградники дуже сильно постраждали від оїдіуму та філоксери, після чого площі виноградників почали неухильно скорочуватись. В 1938 році вино Шаблі отримало статус AOC (фр. Appellation d`Origine Controlee). Відродження виноробства у регіоні почалося у другій половині ХХ сторіччя з появою нових технологій, які дозволили мінімізувати ризики та зменшити вартість виробництва вина.

## Класифікація виноградників
Виноградники цієї виноробної зони поділяються на 4 типи: Пті Шаблі (фр. Petit Chablis), Шаблі (фр. Chablis), Шаблі Прем'єр Крю (фр. Premier Cru), Шаблі Гран Крю (фр. Grand Cru). Останні становлять лише невеликий відсоток від площі усіх виноградників (їх всього 7: Vaudésir, Blanchot, Bougros, Les Clos, Grenouilles, Les Preuses, Valmur)), але в них виробляють вино найвищої якості. Витримка вина суттєво відрізняється в залежності від категорії виноградника. Вино з Пті Шаблі витримується кілька місяців, його споживають молодим. Вино Шаблі витримується 1 — 4 роки. Оптимальним віком витримки для Прем'єр Крю вважають 8 років, для Гран Крю — не менше 10 років.

## Теруар
Виноробна зона Шаблі вважається найпівнічнішим районом бургундського виноробного регіону, але вона відокремлена від Кот-д'Ору пагорбами Морван. Це робить регіон Шаблі відносно ізольованим від інших регіонів виноробства, найближчим сусідом з виноробства є південні виноградники регіону Шампань в департаменті Об.
Клімат континентальний без впливу морського повітря. Пік літнього вегетаційного періоду може бути спекотним; зима може бути довгою та холодною. Заморозки можуть тривати до початку травня. Під час сильних морозів виноградники обігрівають спеціальними приладами.
Найдавніші ґрунти в регіоні датуються епохою верхнього юрського періоду і включають тип ґрунту, відомий як глина Кіммеррідж. Всі виноградники Гран Крю та Прем'єр Крю висаджені на цьому ґрунті, що надає винам виразну мінеральну, кременеву ноту. Інші райони, особливо більшість виноградників Пті Шаблі, висаджені на трохи молодшому портландському ґрунті, подібної структури.

## Вино
В Шаблі виготовляють виключно сухі вина з сорту Шардоне. Характеристики вина, що виготовляється, залежать від методів виробництва та характеристик теруару. Зазвичай це освіжаючі вина з високою кислотністю, фруктовими та мінеральними нотами у смаку та складним, стійким ароматом. Колір вина блідо-жовтий, іноді з зеленими відблисками. Вино може вживатись як аперитив, також воно гарно поєднується зі стравами з морепродуктів, салатами та легкими закусками. Температура при якій подається вино коливається від 8 до 14 °C.